# Dasygaster confundens
Dasygaster confundens là một loài bướm đêm trong họ Noctuidae.